# 普雷里德羅歇縣區 (伊利諾伊州蘭道夫縣)
普雷里德羅歇縣區（英語：Precincts (United States)）是位於美國伊利諾伊州蘭道夫縣的一個縣區。

## 地方資料
根據2010年美國人口普查的數據，普雷里德羅歇縣區的面積為90.18平方千米，當中陸地面積為84.92平方千米，而水域面積為5.26平方千米。當地共有人口974人，而人口密度為每平方千米10.8人。